# Basilisk

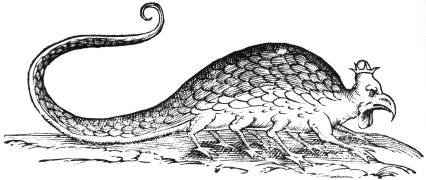
Illustration ur Serpentum et draconum historia från 1640.

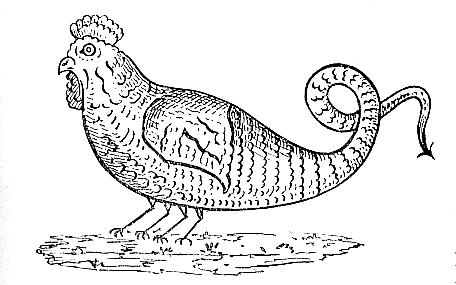
Basilisk ur Chronik des Bürgermeisterdieners Johannes Janssen aus Aachen från 1748.

Basilisk (av grekiska basiliskos, slags ödla eller orm, diminutiv av basileus, kung eller småkonung; detta efter diademliknande fläck på huvudet) är ett fabeldjur, ödla eller orm. Det har givit namn åt ödlesläktet basilisker (Basiliscus) som är hemmahörande i Syd- och Mellanamerika.
Enligt Naturalis Historia från antiken av den romerske författaren och naturfilosofen Plinius den äldre uppträder basilisken som en oerhört stor orm, vilken dödar genom sin blick och med sin andedräkt förgiftar allt i sin närhet.
Enligt de medeltida bestiarierna beskrivs den som ett djur vars framkropp liknar en tupp, medan bakkroppen har ormgestalt. Den kläcks ur ett tuppägg som ruvas av en padda och dess blick är dödande. I den kristna konsten symboliserar den djävulen.
På senare tid har djur som benämns basilisk använts flitigt i fantasygenren i böcker, filmer och datorspel.